# Bécarde du Mexique
Pachyramphus major
Espèce
Répartition géographique
Statut de conservation UICN

 LC  : Préoccupation mineure
La Bécarde du Mexique (Pachyramphus major) est une espèce de passereaux de la famille des Tityridae.

## Liste des sous-espèces
Selon la classification de référence du Congrès ornithologique international (15.1, 2025) :
- P. m. uropygialis Nelson, 1899 — sierra Madre occidentale ;
- P. m. major (Cabanis, 1847) — sierra Madre orientale ;
- P. m. matudai Phillips, AR, 1966 — sud du Mexique et du Guatemala ;
- P. m. itzensis Nelson, 1901 — péninsule du Yucatán, Bélize et nord du Guatemala ;
- P. m. australis Miller, W & Griscom, 1925 — Honduras et Nicaragua.